# Manina Ferreira-Erlenbach
Manina Ferreira-Erlenbach (* 15. Februar 1965; † 23. Dezember 2019 in Berlin) war eine deutsche Journalistin und Fernsehmoderatorin.

## Leben
Ferreira-Erlenbach war ab 1993 als Reporterin für die Abendschau des Senders Freies Berlin tätig. Ab 2001 fungierte sie als Nachrichtensprecherin im Regionalmagazin Brandenburg aktuell des Ostdeutschen Rundfunks Brandenburg und bei rbb aktuell. Auch nach der Fusion von SFB und ORB zum Rundfunk Berlin-Brandenburg war sie in diesen Funktionen beschäftigt. Neben diesen Tätigkeiten beim rbb arbeitete sie auch als Moderatorin, Redakteurin und Reporterin bei IA Fernsehen/puls TV, als Reporterin für RTL sowie als Moderatorin für n-tv und ProSieben. Den Rundfunk Berlin-Brandenburg verließ sie 2015 aus gesundheitlichen Gründen und war danach als TV-Coach und Interviewtrainerin tätig.
Sie starb im Dezember 2019 an Herzversagen, Ende Januar 2020 wurde sie auf dem Friedhof Heerstraße beigesetzt.